# Lenka Bartošová
Lenka Bartošová (* 14. února 1980) je česká florbalová trenérka, bývalá hráčka a reprezentantka a šestinásobná mistryně Česka. Byla první ženskou trenérkou mužského týmu v nejvyšší české florbalové soutěži.

## Klubová kariéra
Bartošová se jako hráčka k vrcholovému florbalu dostala v týmu FBC Liberec Crazy Girls. V něm nejpozději v sezóně 1999/2000 nastupovala v nejvyšší soutěži a v sezónách 2000/2001 až 2005/2006 získala šest mistrovských titulů v řadě. Za Liberec hrála ještě další čtyři sezóny, než v roce 2010 ze zdravotních důvodů ukončila hráčskou kariéru a stala se asistentkou trenéra týmu.
Již o dva roky dříve začala trénovat mužský tým 1. FBK Jablonec n/N, který právě v roce 2010 dovedla do 1. ligy. Jablonec v sezóně 2010/2011 sestoupil zpět a Bartošová u týmu po třech letech skončila.
Na začátku roku 2011 se stala hlavní trenérkou libereckých žen. U týmu zůstala až do sezóny 2015/2016. Ve většině sezón nastoupila do některých zápasů i jako hráčka.
V roce 2016 ji Štěpán Slaný vybral na pozici trenérky prvoligového týmu mužů FBC Česká Lípa, který hned v první sezóně dovedla poprvé do Superligy. Stala se tak první ženskou trenérkou mužského superligového týmu v historii. V nejvyšší soutěži u týmu zůstala do roku 2020. Od té doby se v českolipském klubu věnuje dětem, juniorům, mužskému B-týmu a ženskému prvoligovému týmu.

## Reprezentační kariéra
Bartošová reprezentovala Česko na všech mistrovstvích světa mezi lety 2001 a 2009. S pěti starty patří k českým hráčkám s nejvyšším počtem účastí. Jejím největším reprezentačním úspěchem jako hráčky bylo čtvrté místo na jejím posledním mistrovství v roce 2009.
Na mistrovstvích světa juniorek v letech 2012 a 2014 byla asistentkou trenéra Miroslava Janovského. Na druhém z nich získaly Češky svůj druhý bronz. Janovského asistentkou zůstala, i když se stal v roce 2014 trenérem reprezentace žen. Ženský výběr vedli na mistrovstvích v letech 2015 a 2017.
| Umístění         | Soutěž                                                                |
| ---------------- | --------------------------------------------------------------------- |
| 5.               | Mistrovství světa ve florbale žen 2001                                |
| 7.               | Mistrovství světa ve florbale žen 2003                                |
| 7.               | Mistrovství světa ve florbale žen 2005                                |
| 5.               | Mistrovství světa ve florbale žen 2007                                |
| 4.               | Mistrovství světa ve florbale žen 2009                                |
| 4.               | Mistrovství světa ve florbale žen do 19 let 2012 (asistentka trenéra) |
| Bronzová medaile | Mistrovství světa ve florbale žen do 19 let 2014 (asistentka trenéra) |
| 4.               | Mistrovství světa ve florbale žen 2015 (asistentka trenéra)           |
| 4.               | Mistrovství světa ve florbale žen 2017 (asistentka trenéra)           |